# Vive el Verano
„Vive el Verano” este un cântec al interpretei mexicane Paulina Rubio. Acesta fost compus de Richard Daniel Roman pentru cel de-al cincilea material discografic de studio al artistei, Paulina. „Vive el Verano” a fost lansat ca cel de-al patrulea single al albumului în luna iulie a anului 2001. 
Cântecul a ocupat locul 11 Spania, aceasta fiind singura regiune unde cântecul a fost lansat.

## Clasamente
| Clasament (2001)    | Poziția maximă | Referință |
| ------------------- | -------------- | --------- |
| Spain Singles Chart | 11             | [ 3 ]     |